# Verbasciola
Verbasciola är ett släkte av tvåvingar. Verbasciola ingår i familjen gallmyggor.
Kladogram enligt Catalogue of Life:
| Verbasciola | \| \| Verbasciola mamaevae \| \| \| \| \| \| Verbasciola volgensis \| \| \| \| |
|             | \| \| Verbasciola mamaevae \| \| \| \| \| \| Verbasciola volgensis \| \| \| \| |
|             | Verbasciola mamaevae                                                           |
|             |                                                                                |
|             | Verbasciola volgensis                                                          |
|             |                                                                                |